# Теорема Феничеля
Теорема Феничеля является одним из классических результатов теории быстро-медленных систем. Она гарантирует существование локально инвариантных множеств для медленного многообразия системы.

Теорема формулируется для быстро-медленной системы вида
{\displaystyle \left\{{\begin{matrix}{\dot {x}}=f(x,y,\varepsilon )\\{\dot {y}}=\varepsilon g(x,y,\varepsilon )\end{matrix}}\right.} (1)

## Формулировка
Пусть для любого вектора {\displaystyle y} связной области {\displaystyle D\subset \mathbb {R} ^{m}} существует решение {\displaystyle x=x_{*}(y)} уравнения {\displaystyle f(x,y,0)=0} гладко зависящее от {\displaystyle y}, такое, что матрица {\displaystyle f'_{x}(x_{*}(y),y,0)} является гиперболической. Обозначим локальные устойчивое и неустойчивое многообразия неустойчивого положения равновесия {\displaystyle x_{*}(y)} системы {\displaystyle {\dot {x}}=f(x,y,0)} за {\displaystyle W_{0}^{s}(x_{*}(y))} и {\displaystyle W_{0}^{u}(x_{*}(y))} соответственно. Тогда существует {\displaystyle \varepsilon _{0}>0} такое, что для любого {\displaystyle 0<\varepsilon <\varepsilon _{0}} в фазовом пространстве системы (1) существует локально инвариантное гиперболическое множество {\displaystyle M_{\varepsilon }}, лежащее в {\displaystyle \varepsilon }-окрестности множества {\displaystyle M_{0}=\bigcup _{y\in {\mathcal {D}}}x_{*}(y)}, локальные инвариантные устойчивое и неустойчивое многообразия которого {\displaystyle O(\varepsilon )}-близки к {\displaystyle \bigcup _{y\in {\mathcal {D}}}W_{0}^{s,u}(x_{*}(y))}.